# Mya Diamond
Mya Diamond, rođena kao Júlia Koroknai (Marcali, Mađarska, 11. travnja 1981.) je mađarska pornografska glumica.

## Životopis
Júlia Koroknai rođena je u Marcalinu, gradiću kraj Blatnog jezera. Ima mlađu sestru i brata. Školovala se u rodnom mjestu, a 2003. odselila se s momkom u Budimpeštu, gdje se bavila manekenstvom, a potom je ušla u pornografski biznis.

## Vanjske poveznice
- [neaktivna poveznica] (engl.)
- Mya Diamond na Internet Movie Databaseu (engl.)